# حاسي بن عقبة
حاسي بن عقبة إحدى بلديات ولاية وهران.